# محوطه رباط
محوطه رباط مربوط به عصر مس و سنگ - دوره اشکانیان - سده‌های متاخر دوران‌های تاریخی پس از اسلام است و در شهرستان کرمانشاه، بخش ماهیدشت، دهستان ماهیدشت، شمال غرب جاده اصلی کرمانشاه به اسلام‌آباد، ورودی شهر رباط واقع شده و این اثر در تاریخ ۷ اسفند ۱۳۸۶ با شمارهٔ ثبت ۲۱۷۴۲ به‌عنوان یکی از آثار ملی ایران به ثبت رسیده است.